# 符拉迪沃斯托克捷克斯洛伐克軍團公墓
符拉迪沃斯托克捷克斯洛伐克軍團公墓 （捷克語：Pohřebiště československých legionářů ve Vladivostoku）是一個捷克斯洛伐克軍團的公墓，是海上公墓的一部份。總共埋葬了163名捷克斯洛伐克軍團1918年至1920年間在俄羅斯遠東地區作戰的士兵。

## 历史
該墓建於1919年。2003年，捷克斯洛伐克胡斯教會的揚·施瓦茨牧首接受受訪時表示，當時墓地的狀況十分惡劣有墓地牆壁倒塌，雜草叢生，而且許多墓碑被推倒。他表示會和當地的東正教會合作。
此墓在2005年由捷克撥出500萬克朗用作用於安放墳墓、修復紀念碑、種植鮮花 在並修復了一座紀念碑。紀念碑用捷克語、俄語、法語和英語標明「永遠保存在墮落的捷克斯洛伐克人的記憶中」。2006年5月，墓地重新開放。捷克共和國國防部人力資源部副部長雅罗斯拉娃·普日比洛娃（捷克語：Jaroslava Přibylová） 率領的代表團出席了開幕典禮。
及後，在2017年也曾進行修復。此墓一直由捷克提供資金作維護和修理。但在2019年捷克共和國國防部代表表示因為俄方對捷克士兵在俄羅斯公墓的態度消極，宣佈不會再為此墓的維護和修理提供資金。

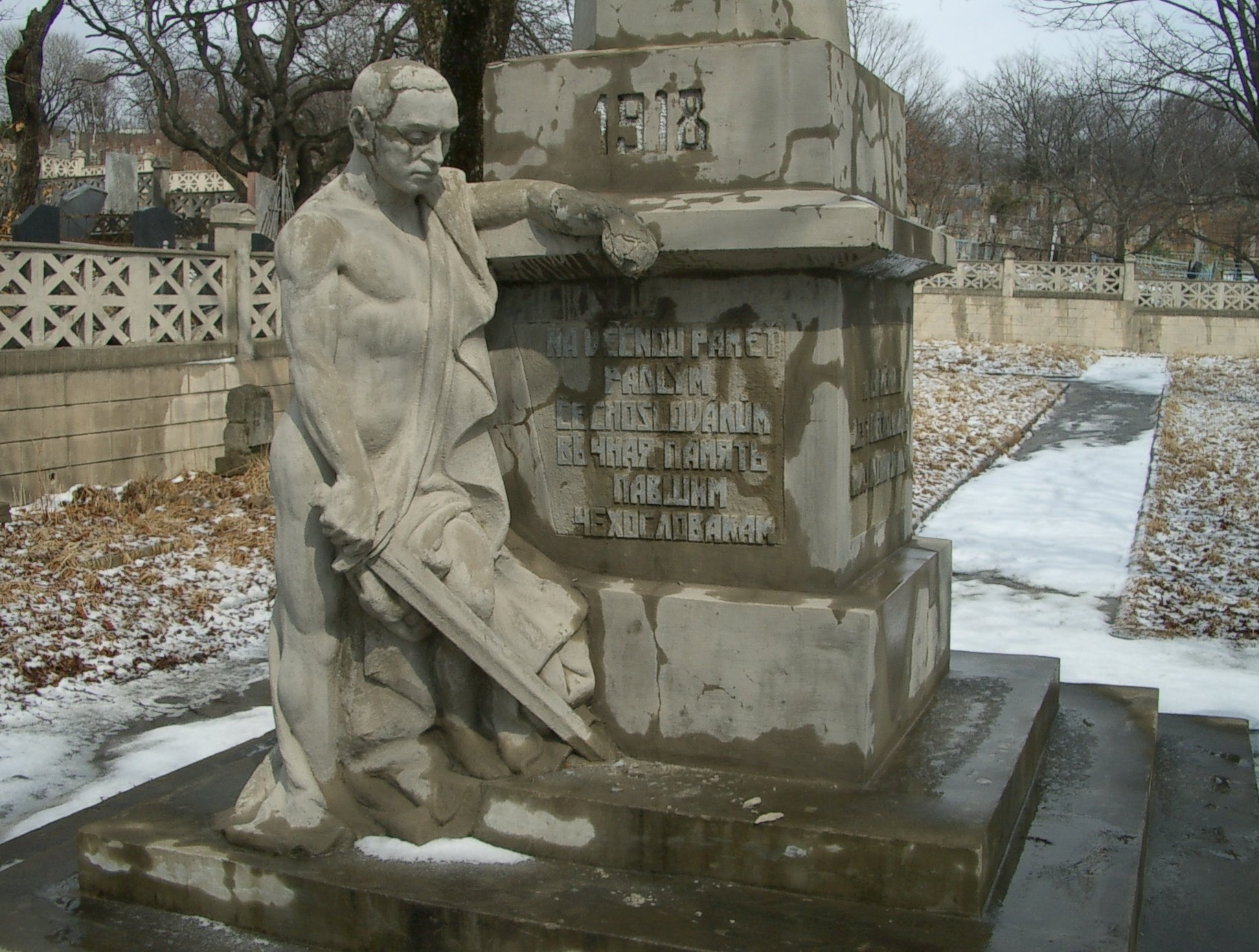
捷克斯洛伐克軍團萬神殿中央紀念碑，攝於2009 年3月

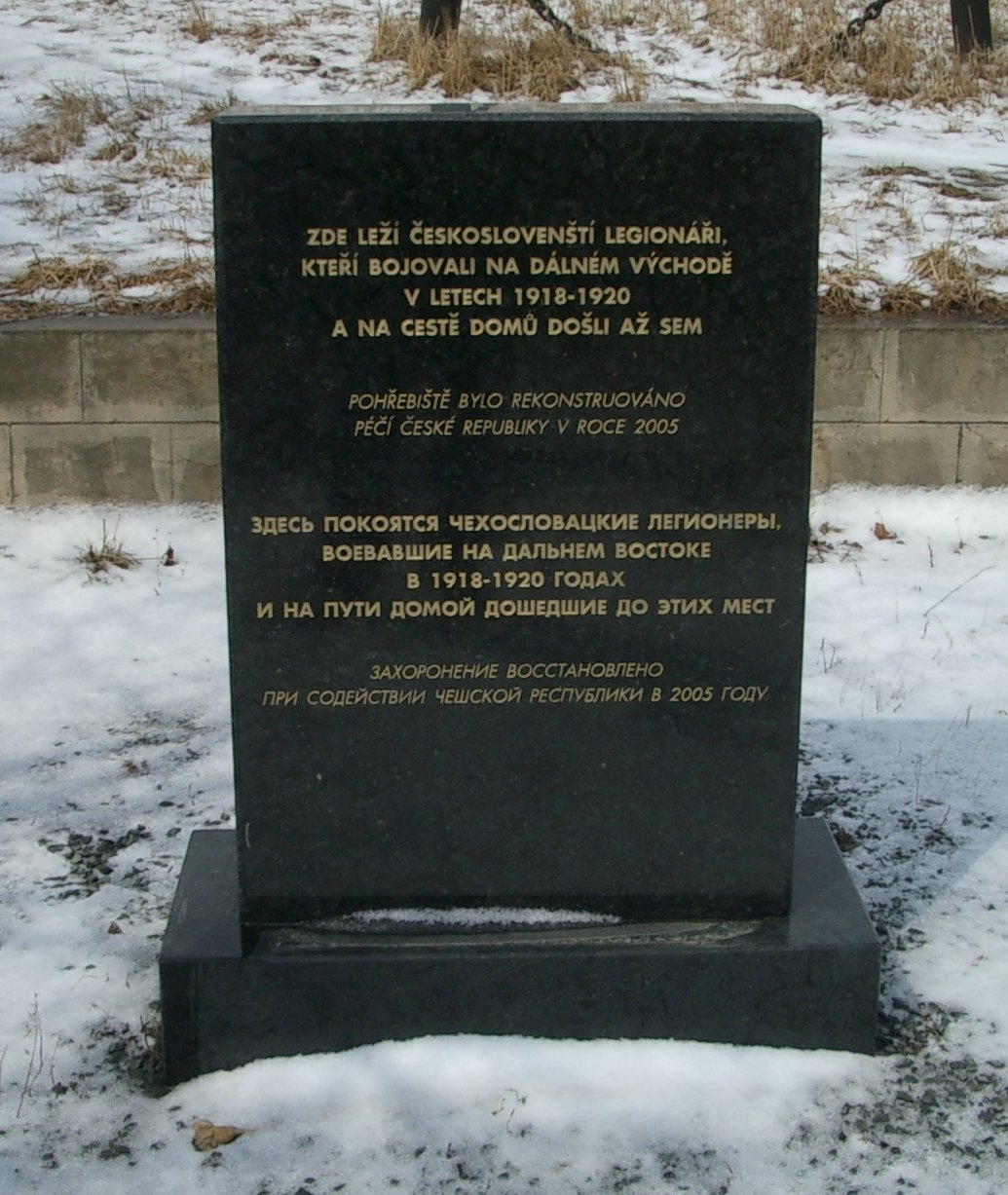
紀念2005年修復的石碑

## 外部連結
- Vladivostok – the last resting place of the Czechoslovak Legionnaires （页面存档备份，存于） （捷克語）
- Vladivostok, military graveyard （捷克語）
- Graveyard of the Czechoslovak Legionnaires will wait to see its renewal （页面存档备份，存于） （俄語）